# 해리엇 마티노

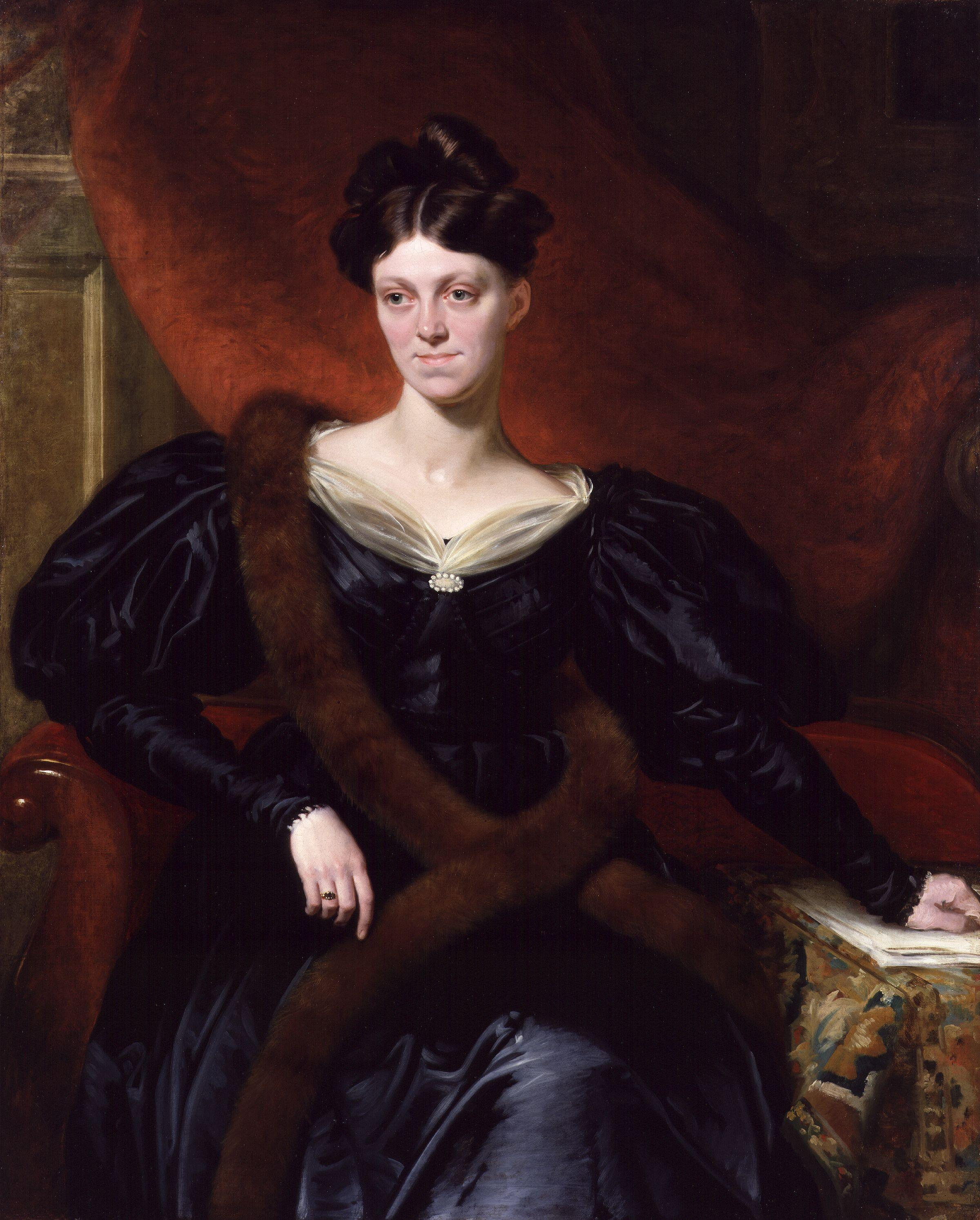

해리엇 마티노 (Harriet Martineau, /ˈmɑːrtɪnˌoʊ/ ; 1802년 6월 12일 – 1876년 6월 27일)는 영국 최초의 여성 사회학자로 흔히 볼 수 있는 사회 이론가이다. 그녀는 사회학적, 전체론적, 종교적, 여성적 관점에서 글을 썼고 오귀스트 콩트의 작품을 번역했으며 당시 여성 작가로서는 거의 없었으며 자신을 부양할 만큼 충분히 벌었다. 젊은 빅토리아 공주는 그녀의 일을 즐겼고 그녀를 1838년 대관식에 초대했다. 마티노는 "핵심 정치, 종교 및 사회 제도를 포함한 모든 [사회] 측면에 초점을 맞추십시오"라고 조언했다. 그녀는 남성 아래 여성의 지위에 대한 철저한 분석을 적용했다. 소설가 마가렛 올리펀트 (Margaret Oliphant)는 그녀를 "태어난 강사이자 정치인... 아마도 그녀의 세대의 다른 어떤 남성이든 여성이든 그녀의 성에 영향을 덜 받는 것"이라고 불렀다.

## 같이 보기
- 사회학자 목록